# Vlada Ujedinjenog Kraljevstva
Vlada Njegovog veličanstva (engl. His Majesty's Government), poznatija kao Vlada Ujedinjenog Kraljevstva (Government of the United Kingdom) ili neformalno britanska Vlada (British Government), centralna je vlast Ujedinjenog Kraljevstva Velike Britanije i Severne Irske.
Na čelu Vlade je premijer koji bira sve ostale ministre. Premijer i ostali državni sekretari pripadaju izvršnom telu Vlade, poznatom kao Kabinet. Svi ministri Vlade su članovi Parlamenta i njemu su odgovorni za svoj rad. Vlada zavisi od Parlamenta pri donošenju primarnog zakonodavstva i otkako je 2011. na snagu stupio Zakon o privremenim Parlamentima, svakih pet godina se održavaju opšti izbori, s ciljem odabira novog Doma komuna, osim ukoliko ne dođe do iskazivanja nepoverenja Vladi, ili do dobijanja dve trećine glasova za vanredne izbore u Domu komuna (kao što je bio slučaj 2017) . U tom slučaju, izbori se mogu održani ranije. Nakon izbora, monarh (trenutno Čarls III) za premijera odabira predsednika partije koja će najverovatnije uživati poverenje u Domu komuna, obično zato što ima najveći broj poslanika.
U skladu sa nekodifikovanim britanskim ustavom, izvršna vlast je u rukama monarha, iako on ovu vlast vrši samo uz saglasnost ili savet premijera i Kabineta. Članovi Kabineta savetuju monarha kao članovi njegovog Privatnog saveta. Oni, takođe, imaju direktnu vlast kao ministri vladinih ministarstava.
Aktuelni premijer je Boris Johson, koji je na vlast došao jula 2019. On je pripadnik Konzervativne partije, koja je dobila najviše mesta u Domu komuna na opštim izborima 7. maja 2015, kada je predsednik partije bio Dejvid Kameron. U periodu od 2010. do 2015. Kameron i konzervativci bili su u koaliciji sa liberal-demokratama. U to vreme, Kameron je bio premijer.

## Vlada u Parlamentu
Ključna odredba britanskog ustava jeste odgovornost Vlade pred Parlamentom.
Ujedinjeno Kraljevstvo je ustavna monarhija u kojoj vladajući monarh (kralj ili kraljica koji je šef države) ne donosi javne političke odluke. Sve političke odluke donose Vlada i Parlament. Ove prilike su rezultat duge istorije ograničavanja samovolje monarha, počevši sa Velikom poveljom sloboda (Magna Carta Liberatum) iz 1215.
Britanski Parlament je dvodomni. Sastoji se od Donjeg doma (Dom komuna) i Gornjeg doma (Dom lordova). Dom komuna ima veću moć, u odnosu na Dom lordova. Iako Dom lordova može da glasa za uvođenje promena u zakonima predloženim u Domu komuna, Dom komuna može da glasa i nadjača njihove amandmane. Iako Dom lordova može dati zakonske predloge, najvažniji zakonski predlozi se daju u Domu komuna,  a najveći broj njih biva predložen od strane Vlade. Ti zakonski predlozi moraju proći kroz mnogobrojna iščitavanja  pre nego što postanu zakoni. Pre nego što predloži neki zakon, Vlada konsultuje građane.
Ministri Krune su za svoj rad odgovorni Domu čiji su članovi. U tom Domu, oni daju izjave i odgovaraju na pitanja njegovih članova. Za većinu  najvažnijih ministara, to je obično Dom komuna, pre nego Dom lordova. Međutim, postojali su izuzeci u skorijoj istoriji. Na primer, članovi Kabineta, lord Mandelson (prvi sekretar države) i lord Adonis (ministar saobraćaja) bili su članovi Doma lordova i bili mu odgovorni za vreme vladavine Gordona Brauna.
Od početka vladavine Edvarda VII 1901. godine, premijer je uvek bio član Donjeg doma (MP) i shodno tome direktno njemu odgovoran. Slično je i sa se ministrom finansija. Bilo bi politički neprihvatljivo da se rasprava o budžetu odvija u Domu lordova s obzirom na to da poslanici ne bi mogli da postavljaju pitanja ministru, pogotovo sada kada lordovi imaju veoma ograničenu moć u oblasti finansija. Poslednji ministar finansija koji je bio član Doma lordova bio je lord Denman, koji je vršio funkciju privremenog ministra finansija u trajanju od mesec dana 1834. godine.
U britanskom političkom sistemu, Vlada je, kako konvencijom, tako i iz praktičnih razloga, zakonom obavezna da uživa poverenje Doma komuna.
U skladu sa zakonom, ukoliko Vlada prestane da uživa poverenje Doma komuna, primorana je ili da da ostavku ili da raspiše opšte izbore. S druge strane, poverenje Doma lordova nije od presudnog značaja.
Premijer je obavezan da odgovara tokom sesija pod nazivom Pitanja za premijera (Prime Minister’s Question Time ili PMQs), što pruža šansu poslanicima svih partija da mu postavljaju pitanja iz bilo koje sfere. Takođe, postoje  sesije za poslanička pitanja u okviru ministarstava i tada ministri odgovaraju na pitanja koja se odnose na njihovo ministarstvo. Za razliku od pitanja za premijera, na ovim sesijama resorni ministri i njihovi pomoćnici mogu odgovarati u ime Vlade, u zavisnosti od predmeta pitanja.
Tokom debata o zakonima predloženim od strane Vlade, ministri vode debatu u njeno ime.
Vlada je obavezna da odgovara odborima Doma lordova i Doma komuna. Oni razmatraju njen rad i detaljno proveravaju predložene zakone.
Ministri Vlade su zakonom i Ministarskim kodeksom obavezani da, u vreme zasedanja Parlamenta, daju najvažnije izjave o Vladinoj strategiji i pitanjima od nacionalnog značaja. To omogućava  poslanicima ili lordovima da preispitaju Vladin stav. Ukoliko Vlada ipak odluči da se prvo oglasi van Parlamenta, rizikuje da bude kritikovana od strane poslanika i predsedavajućeg Doma komuna.

## Vlada Njegovog Veličanstva i Kruna
Britanski monarh, trenutno kralj Čarls III,  šef je države i vladar, ali ne i šef Vlade.
Kralj ima mali udeo u vođenju države  i ostaje politički neutralna . Međutim, zakonita vlast države koja je poverena vladaru, tačnije Kruni, ostaje izvor izvršne vlasti koju ostvaruje Vlada.
Pored zakonom uređene vlasti, u mnogim oblastima Kruna ima skup ovlašćenja zvani Kraljevska prerogativa koja ima mnogobrojne funkcije, od pitanja ukidanja pasoša do objavljivanja rata. Prema ustaljenom običaju, većinu ovih ovlašćenja kralj poverava različitim ministrima ili činovnicima Krune, koji mogu da ih koriste bez nužnosti dobijanja saglasnosti Parlamenta.
Šef Vlade, premijer,  ima nedeljne sastanke sa kraljicom, kada ona „ima pravo i dužnost da iskaže svoje mišljenje o pitanjima Vlade... Ovi sastanci, kao i sva komunikacija  između kraljice i njene Vlade, strogo su poverljivi. Nakon što iskaže svoje mišljenje, kralj se povinuje savetima svojih ministara.“

## Ovlašćenja
Iako Ujedinjeno Kraljevstvo nema jedinstven ustavni dokument, Vlada je 2008. objavila ispod navedenu listu sa ciljem povećanja transparentnosti, s obzirom na to da su neka od navedenih ovlašćenja, koja se sprovode u ime kraljice, deo Kraljevske prerogative. Kompletan opseg ovlašćenja Kraljevske prerogative datira iz vremena drevnih običaja i apsolutističke monarhije.

### Ovlašćenja u okviru države
- Imenovanje (i, teoretski, razrešavanje funkcije) premijera. Ovo ovlašćenje ostvaruje kralj lično. Shodno zakonu, ona imenuje (i očekuje se od nje da imenuje) pojedinca koji je sposoban da pridobije poverenje većine članova Doma komuna.
- Imenovanje i razrešavanje ostalih ministara. Ovo ovlašćenje ostvaruje kralj u dogovoru sa premijerom.
- Donošenje zakona iskazivanjem saglasnosti sa podzakonskim aktima koji su izglasani u oba Doma Parlamenta. To je neophodno da bi zakon ušao u zakonik (tj. od izglasanog nacrta zakona postao punovažan zakon). Ovo ovlašćenje sprovodi kralj, koja teoretski ima pravo da ne da saglasnost, mada to nije učinio nijedan monarh još od kraljice Ane 1708. godine.
- Monarh je vrhovni komandant oružanih snaga Ujedinjenog kraljevstva. Ovo ovlašćenje sprovodi Ministarstvo odbrane u kraljičino ime.
- Moć dodeljivanja činova oficirima sa oficirskim zvanjem u Oružanim snagama
- Imenovanje članova Počasnog saveta Njegovog Veličanstva
- Izdavanje (ali i poništavanje) britanskih pasoša; ovo ovlašćenje u Ujedinjenom Kraljevstvu sprovodi Ministarstvo unutrašnjih poslova.
- Kraljevska prerogativa milosti, iako je smrtna kazna ukinuta,  i dalje se koristi u retkim situacijama (na primer, ispravljanje grešaka u izricanju kazne).
- Dodeljivanje (ali i poništenje) počasti.
- Formiranje korporacija (uključujući dodeljivanje statusa grada sa svojom vlastitom korporacijom) putem Kraljevske povelje; izmena, zamena i opozivanje postojećih dozvola.

### Ovlašćenja izvan granica države
- Ratifikacija i sklapanje sporazuma
- Objavljivanje rata i zaključivanje mira sa drugim nacijama
- Raspoređivanje oružanih snaga u inostranstvu
- Priznavanje država
- Priznavanje i prijem diplomata

## Vladina odeljenja
Vladini ministri na raspolaganju imaju 560 000 državnih službenika i drugog  osoblja koji rade u 24 ministarska departmana i njihovim izvršnim agencijama. Takođe, postoji dodatnih 26 neministarskih departmana koji imaju dodatne odgovornosti.

## Lokacija
Sedište premijera nalazi se u Ulici Dauning broj 10 u Vestminsteru u Londonu.Ovde se održavaju i sastanci Kabineta. Sedišta mnogih ministarstava nalaze se u obližnjem Vajtholu (Whitehall).

## Prenos nadležnosti
Od 1999. godine, određene nadležnosti centralne Vlade prenete su na vlade u Škotskoj, Velsu i Severnoj Irskoj. One nisu deo Vlade Njegovog visočanstva i odgovorne su sopstvenim institucijama sa sopstvenom vlašću. Za razliku od njih, u Engleskoj nema ovakvog prenosa nadležnosti.

## Lokalna uprava
U svim delovima Ujedinjenog Kraljevstva postoje tri nivoa lokalne uprave (kao na primer okruzi, srezovi i parohije) koji su u nekim mestima spojeni u jedinstvenu vlast. Lokalna uprava ima ograničena ovlašćenja za ubiranje poreza. Drugi organi uprave i agencije takođe imaju zakonska ovlašćenja, obično pod nadzorom neke centralne vlasti. 

## Spoljašnje veze
- "Fifth Committee of the Constitution Committee of the House of Lords, Session 2013-14: Constitutional implications of coalition government, Chapter 2". Retrieved 10 September 2017
- "First Report of the Select Committee on the Treasury of the House of Commons, Session 1997-98: Accountability of the Bank of England, Paragraphs 7-13". Retrieved 10 September 2017
- Her Majesty's Government Retrieved 28 June 2010
- a b Overview of the UK system of government : Directgov – Government, citizens and rights. Archived direct.gov.uk webpage. Retrieved on 29 August 2014.
- "Legislation". Retrieved 27 January 2013
- House of Commons – Justice Committee – Written Evidence. Publications.parliament.uk. Retrieved on 19 October 2010.
- The monarchy : Directgov – Government, citizens and rights. Archived direct.gov.uk webpage. Retrieved on 29 August 2014.
- The Parliament Acts – UK Parliament. Parliament.uk (21 April 2010). Retrieved on 12 October 2011.
- Committees – UK Parliament. Parliament.uk (21 April 2010). Retrieved on 12 October 2011.
- Ministerial Code. Cabinet Office 2010
- "Speakers' statements on ministerial policy announcements made outside the House". Retrieved 29 November 2010. Parliamentary Information List. Department of Information Services. www.parliament.uk. 16 July 2010
- "Queen and Prime Minister"the original. Retrieved 27 January 2013
- Mystery lifted on Queen's powers | Politics. The Guardian. Retrieved on 12 October 2011.
- Civil Service Statistics. civilservant.org.uk. September 2011
- LIST OF MINISTERIAL RESPONSIBILITIES Including Executive Agencies and NonMinisterial Departments. Cabinet Office 2009
- "Secretary of State sends in commissioners to Tower Hamlets"Gov.uk. Retrieved 10 April 2015
- "The Immunity of Members of the European Parliament"European Union. Retrieved 10 April 2015